# 斧薄蛤蜊
是帘蛤目马珂蛤科Mactrinula的一种。主要分布于越南、韩国、中国大陆、台湾，常栖息在浅海沙底、潮下带20－100米。